# Saint-Hilaire-Bonneval
Saint-Hilaire-Bonneval è un comune francese di 892 abitanti situato nel dipartimento dell'Alta Vienne nella regione della Nuova Aquitania.

## Società

### Evoluzione demografica
Abitanti censiti